# ديتريش بونهوفر
ديتريش بونهوفر (Dietrich Bonhoeffer) (تُلفظ بالألمانية: [ˈdi:tʁɪç ˈbo:nhœfɐ]؛ 4 من فبراير 1906م - 9 من أبريل 1945م) هو قس لوثري وعالم لاهوت مناهض للنازية، وعضو مؤسس في كنيسة الاعتراف. لعبت كتابات بونهوفر التي تتناول دور المسيحية في العالم العلماني، والتي نادى فيها إلى ما يسمى بـ "المسيحية غير المتدينة"، دورًا كبيرًا ومؤثرًا في المجتمع في ذلك الوقت، كما وصف الكثير من الناس كتابه ثمن التلمذة (The Cost of Discipleship) بالكلاسيكي الحديث. وبجانب كتاباته الدينية، اشتهر بونهوفر بمقاومته القوية ضد الديكتاتورية النازية. شارك أيضًا في مخططات أعضاء الآبفير (Abwehr) (مكتب الاستخبارات العسكرية الألمانية) فيما يتعلق باغتيال أدولف هتلر. قبض البوليس السري الألماني جيستابو (Gestapo) على بونهوفر في أبريل 1943م، وأُعدم شنقًا في أبريل 1945م، بعد أن قضى فترة سجينًا في معسكر الاعتقال النازي، وكان ذلك قبل استسلام ألمانيا بثلاثة وعشرين يومًا فقط.
بصرف النظر عن كتاباته اللاهوتية، عُرف بونهوفر بمقاومته القوية للديكتاتورية النازية، بما في ذلك معارضة شديدة لبرنامج الموت الرحيم الخاص بهتلر واضطهاد اليهود من خلال الإبادة الجماعية. اعتقله الغيستابو في أبريل من عام 1943 وسُجن في سجن تيجيل لمدة عام ونصف. ونُقل في وقت لاحق إلى معسكر اعتقال فلوسنبرج.
بعد اتهامه بالتورط في مؤامرة 20 يوليو لاغتيال أدولف هتلر، حُوكم بسرعة -إلى جانب متهمين آخرين بالتآمر- بمن فيهم أعضاء سابقين في منظمة الدفاع (وكالة الاستخبارات العسكرية الألمانية)، ثم شُنقوا في 9 أبريل من عام 1945 حين كان النظام النازي ينهار. انتحر أدولف هتلر بعد 21 يومًا من ذلك.

## النشأة

### الطفولة ومطلع حياته
وُلد بونهوفر في 4 فبراير من عام 1906 في فروتسواف في ألمانيا، لعائلة كبيرة. بالإضافة إلى إخوته الآخرين، حظي بونهوفر بأخت توأم، هي سابين بونهوفر ليبهولز: هو وسابين هما الطفلان السادس والسابع من بين ثمانية إخوة وأخوات.
كان والده كارل بونهوفر طبيبًا نفسيًا وعالم أعصاب، واشتهر بانتقاداته لسيغموند فرويد، وقد كانت والدته بولا بونهوفر (بولا فون هيز قبل الزواج) معلمة، وحفيدة اللاهوتي البروتستانتي كارل فون هيز والرسام ستانيسلاوس فون كالكريوث.
أتاحت له الديناميكية العائلية لأسرة بونهوفر وقيم والديه الحصول على مستوى تعليمي عالٍ، بالإضافة إلى تحفيز فضوله، ما أثر بدوره على قدرته على قيادة الآخرين من حوله، وتحديدًا في محيط الكنيسة. أصبح أخوه الأكبر كارل فريدريتش بونهوفر كيميائيًا، واكتشف مع باول هارتيك اللف المغزلي لتصاوغات الهيدروجين في عام 1929. قُتل والتر بونهوفر -المولود الثاني لعائلة بونهوفر- أثناء القتال خلال الحرب العالمية الأولى، عندما كان التوءمان بعمر الثانية عشرة. كان كلاوس الطفل الثالث لعائلة بونهوفر، وأصبح محاميًا حتى أُعدم لتورطه في مؤامرة 20 يوليو.
تزوجت كل من الشقيقتين الأكبر سنًا في عائلة بونهوفر -أورسولا بونهوفر شليشر وكريستيل بونهوفر فون دوهناني- من رجال أُعدموا في نهاية المطاف على يد النازيين. سُجنت كريستيل على يد النازيين لكنها نجت. تزوجت كل من سابين وأختها الصغرى سوزان بونهوفر دريس رجالًا نجوا من النازية. كان ابن عمه كارل غونتر فون هاسي السفير الألماني في المملكة المتحدة بين عامي 1970 و1977.
أكمل بونهوفر امتحان الدولة الألماني -أي ما يعادل درجة البكالوريوس ودرجة الماجستير- في كلية اللاهوت البروتستانتية في جامعة توبنغن؛ وتابع تعليمه لإكمال درجة الدكتوراه في علم اللاهوت من جامعة هومبولت في برلين في عام 1927، وتخرج مع مرتبة الشرف.

## المسيرة المهنية
أصبح بونهوفر محاضرًا في علم اللاهوت المنهجي في جامعة برلين بعد عودته إلى ألمانيا في عام 1931. عيّن التحالف العالمي لتعزيز الصداقة الدولية بونهوفر كأحد وزراء الخارجية الأوروبيين الثلاثة من خلال الكنائس (السباقة في مجلس الكنائس العالمي) بسبب اهتمامه الشديد بالمسكونية.
في هذا الوقت، يبدو أنه مر بشيء من التحول الشخصي من كونه لاهوتيًا ينجذب أساسًا إلى الجانب الفكري من المسيحية إلى رجل مكرّس نفسه للإيمان، مصمم على تنفيذ تعاليم المسيح كما وجدها في الأناجيل. عُيّن في 15 نوفمبر من عام 1931 -في سن ال 25 عامًا- في كنيسة سانت ماثيو برلين تيرجارتن التابعة للاتحاد البروسي للكنائس في برلين- تيرجارتن.

### كنيسة الاعتراف
تغيرت مهنة بونهوفر الأكاديمية والكنسية الواعدة بشكل كبير مع صعود النازية إلى السلطة في 30 يناير من عام 1933؛ وكان معارضًا حازمًا للنظام منذ أيامه الأولى. بعد يومين من تنصيب هتلر كمستشار، ألقى بونهوفر خطابًا إذاعيًا هاجم فيه هتلر وحذر ألمانيا من الانزلاق إلى طائفة وثنية تعبد الفوهرر (القائد)، الذي يمكن أن يتحول إلى فيرفيرهر (قائد مضلل، أو فتّان). لقد قُطع بثه عن الهواء في منتصف حديثه، رغم أنه لم يكن من الواضح ما إذا كان النظام النازي المنتخب حديثًا هو المسؤول عن ذلك. رفع بونهوفر في أبريل من عام 1933 أول صوت لمقاومة الكنيسة لاضطهاد هتلر لليهود، معلنًا أنه ببساطة لا يجب على الكنيسة «الوقوف مع النظام ضد الضحايا، بل يجب عليها عرقلة خطة النظام في المقام الأول».
في نوفمبر من عام 1932، أي قبل شهرين من استيلاء النازية على ألمانيا، كان هناك انتخاب للقساوسة ورجال السينودوس (مسؤولي الكنيسة) في كنائس المناطق الألمانية (الكنائس البروتستانتية المنشأة). تميزت هذه الانتخابات بصراع داخل كنيسة الاتحاد البروسي القديم الإنجيلية بين الحركة القومية الألمانية المسيحية والإصلاحيين الشباب؛ هدّد هذا الصراع بحدوث انفجار قد يؤدي إلى الانشقاق الديني. في يوليو من عام 1933، فرض هتلر بشكل غير دستوري انتخابات الكنيسة الجديدة؛ وضع بونهوفر كل جهوده في الانتخابات، إذ قام بحملة لاختيار مسؤولين مستقلين غير النازيين.
ذهب عدد كبير من المناصب الرئيسية في الكنيسة إلى جماعة المسيحين الألمان المدعومة من النازيين، على الرغم من الجهود التي بذلها بونهوفر في انتخابات يوليو المزورة. فازت جماعة المسيحيون الألمان بالأغلبية في السينودس العام للكنيسة الإنجيلية للاتحاد البروسي القديم وجميع سينودسات المقاطعات باستثناء ويستفاليا؛ وفي سينودسات جميع هيئات الكنيسة البروتستانتية الأخرى، باستثناء الكنائس اللوثرية في بافاريا وهانوفر وفورتمبرغ. اعتبرت المعارضة غير النازية هذه الهيئات «كنائس سوية» غير فاسدة، على عكس ما يسمى بـ «الكنائس المدمرة» الأخرى.
حث بونهوفر على حظر جميع الخدمات الرعوية (المعمودية، وحفلات الزفاف، والجنازات، وما إلى ذلك) بشكل مضاد للنازية، ولكن نصح كارل بارث وغيره آخرون ضد مثل هذا الاقتراح المتطرف. في أغسطس من عام 1933، فوض زعماء الكنيسة المعارضة بونهوفر وهيرمان ساسي لصياغة اعتراف بيثيل، وهو بيان جديد بالإيمان بمعارضة حركة المسيحيين الألمان. لوحظ أن اعتراف بيثيل شدّد كثيرًا على التأكيد على إخلاص الله لليهود كشعبه المختار، لجعله أكثر قبولًا، حتى أن بونهوفر رفض في النهاية التوقيع عليه.
أصدر المجمع الكنسي للكنيسة الوطنية في فيتنبرغ طوعًا قرارًا بتطبيق الفقرة الآرية داخل الكنيسة في سبتمبر من عام 1933، وعنى هذا أن القساوسة ومسؤولي الكنيسة من أصل يهودي سيُقالون من مناصبهم. فيما يتعلق بهذا الأمر -باعتباره إهانة لمبدأ المعمودية-  أسس مارتن نيمولر (رابطة قساوسة الطوارئ). طالب في نوفمبر من نفس العام حشد من 20.000 شخص من جماعة المسيحيين الألمان بإزالة العهد القديم -الذي اعتبره الكثيرون هرطقة- من الكتاب المقدس، ما زاد من تضخم رابطة قساوسة الطوارئ.
انضم أكثر من ثلث القساوسة الألمان إلى رابطة قساوسة الطوارئ في غضون أسابيع من تأسيسها. كانت (كنيسة الاعتراف) رائدة في الرابطة، وهدفت إلى الحفاظ على المعتقدات والممارسات المسيحية التقليدية. أصر إعلان بارم -الذي صاغه بارث في مايو من عام 1934 واعتمدته الكنيسة المعترف بها- على أن رئيس الكنيسة هو المسيح، وليس الفوهرر. غالبًا ما اعتُبر اعتماد الإعلان بمثابة انتصار، على الرغم من أن تقدير فيلهلم نيمولر أن نسبة القساوسة الألمان الذين يدعمون كنيسة الاعتراف لم تتجاوز 20%.

## وصلات خارجية
- ديتريش بونهوفر على موقع IMDb (الإنجليزية)
- ديتريش بونهوفر على موقع الموسوعة البريطانية (الإنجليزية)
- ديتريش بونهوفر على موقع مونزينجر (الألمانية)
- ديتريش بونهوفر على موقع ميوزك برينز (الإنجليزية)
- ديتريش بونهوفر على موقع إن إن دي بي (الإنجليزية)
- ديتريش بونهوفر على موقع ديسكوغز (الإنجليزية)
- Dietrich Bonhoeffer English home page.